# Idaea oranaria
Idaea oranaria är en fjärilsart som beskrevs av Bang-haas 1907. Idaea oranaria ingår i släktet Idaea och familjen mätare. Inga underarter finns listade i Catalogue of Life.